# Gisenyi
För andra betydelser, se Gisenyi (olika betydelser).
Gisenyi är en stad i nordvästra Rwanda, och är huvudort för distriktet Rubavu. Den är en av landets största städer och hade år 2015 lite mer än 50 000 invånare. Gisenyi är beläget vid Kivusjöns norra kust, vid gränsen mot Kongo-Kinshasa. Staden är sammanväxt med den betydligt större staden Goma på andra sidan gränsen. Turism är en viktig näring i området. 